# گاروویلاس د آلکونترا
گاروویلاس د آلکونترا (به اسپانیایی: Garrovillas de Alconétar) یک منطقهٔ مسکونی در اسپانیا است که در استان کاسرس واقع شده‌است. گاروویلاس د آلکونترا ۲۰۷ کیلومتر مربع مساحت دارد ۳۲۷ متر بالاتر از سطح دریا واقع شده‌است.

## خواهرخوانده
شهر ال پرات د یبرگات خواهرخواندهٔ گاروویلاس د آلکونترا هست.